# Искра (кинотеатр, Алма-Ата)
Кинотеатр «Искра» (проспект Достык, 44) — кинотеатр в Алма-Ате. После полной реконструкции стал первым кинотеатром нового поколения в Казахстане, оборудован высококачественным кинопроектором Ernemann (Германия) с системой звукового сопровождения в формате Dolby Digital (Dolby Lab, USA). В кинотеатре функционируют два кинозала по 330 мест.
Был открыт в 1973 году. Имеет два 2 зала (по 330 мест) для демонстрации художественных фильмов. В 1981 году кинотеатр «Искра» посетило 550 тыс. зрителей.
Кинотеатр был вновь открыт после полной реконструкции и оборудован кинопроектором Ernemann (Германия) с системой звукового сопровождения в формате Dolby Digital (Dolby Lab, USA).
Для проектирования кинозала была привлечена крупная немецкая компания «Cine Project Kinodesing & A/V Technik».

## Текущее состояние
В настоящее время кинотеатр не работает. Владельцами здание кинотеатра было заложено под залог, в результате они не вернули заём, и залогодатель выставил его на продажу. Стоимость продажи кинотеатра равна 2 300 000 долларов.